# کلود بوشون
کلود بوشون (فرانسوی: Claude Buchon‎؛ زادهٔ ۹ فوریهٔ ۱۹۴۹) دوچرخه‌سوار اهل فرانسه است.